# OpenStreetMap
OpenStreetMap (OSM) è un progetto collaborativo finalizzato a creare mappe del mondo a contenuto libero. Il progetto punta ad una raccolta mondiale di dati geografici, con scopo principale la creazione di mappe e cartografie.
La caratteristica fondamentale dei dati geografici presenti in OSM è che vengono distribuiti con una licenza libera, la Open Database License: è cioè possibile utilizzarli liberamente per qualsiasi scopo, anche commerciale, con il solo vincolo di citare la fonte e usare la stessa licenza per eventuali lavori derivati dai dati di OSM. Tutti possono contribuire arricchendo o correggendo i dati. Una alternativa proprietaria che riprendeva le pratiche di crowdsourcing introdotte dalla comunità di OpenStreetMap era Google Map Maker, nel quale i contributi dell'utente potevano essere inseriti su Google Maps a fronte di validazione, impedendone il riutilizzo da parte di terzi.
Le mappe sono create usando come riferimento i dati registrati da dispositivi GPS portatili, fotografie aeree ed altre fonti libere. Sia le immagini renderizzate che i dati vettoriali, oltre che lo stesso database di geodati sono diffusi sotto licenza Open Database License.
OpenStreetMap è stato ispirato da siti come Wikipedia: la pagina in cui la mappa è consultabile espone in evidenza un'etichetta "Modifica" per procedere con la modifica dei dati ed il progetto è accompagnato da un archivio storico delle modifiche (cronologia e log). Gli utenti registrati possono caricare nei database del progetto tracce GPS e modificare i dati vettoriali usando gli editor forniti.

## Storia
(Dal sito ufficiale.)

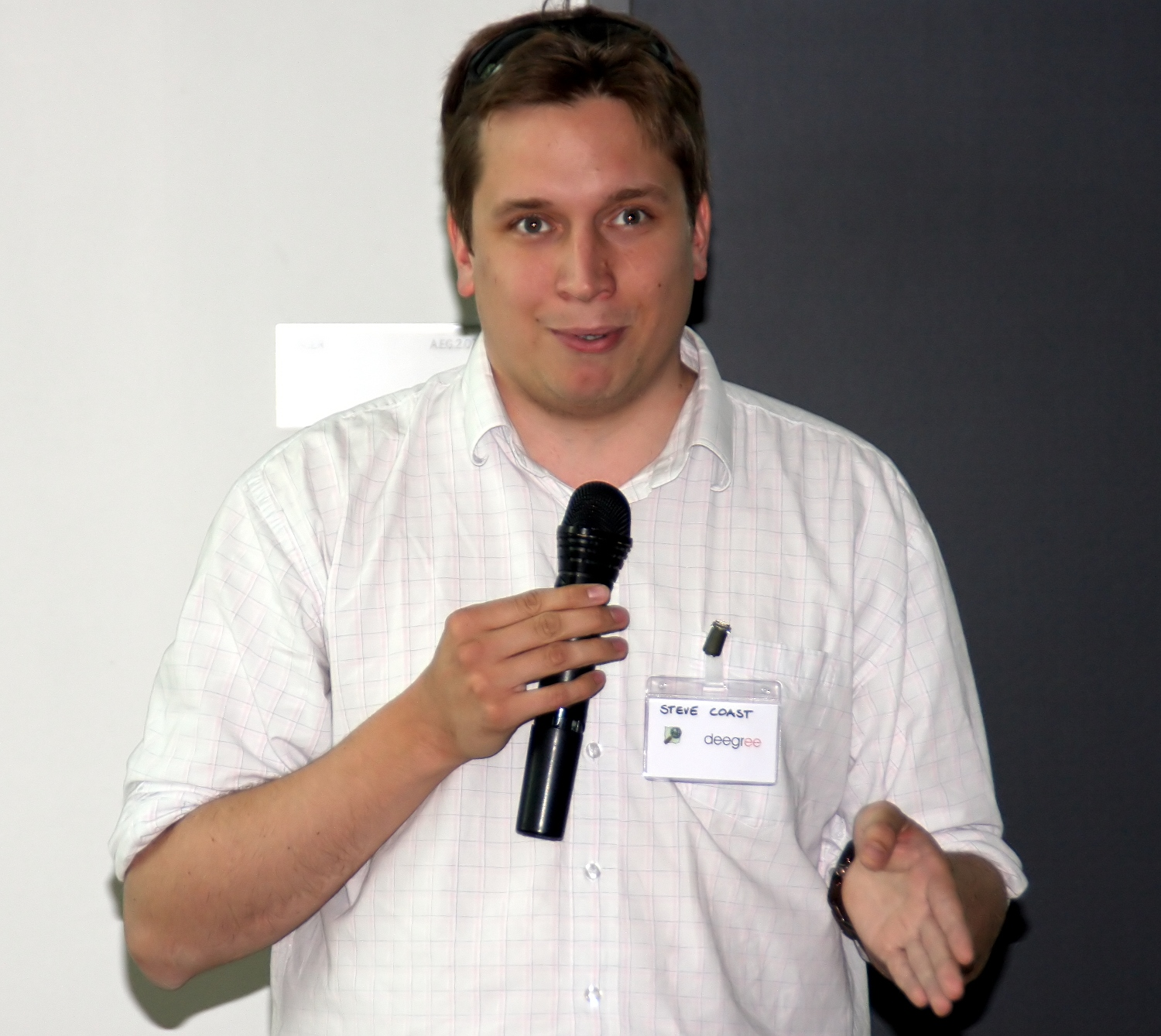
Steve Coast, 2009

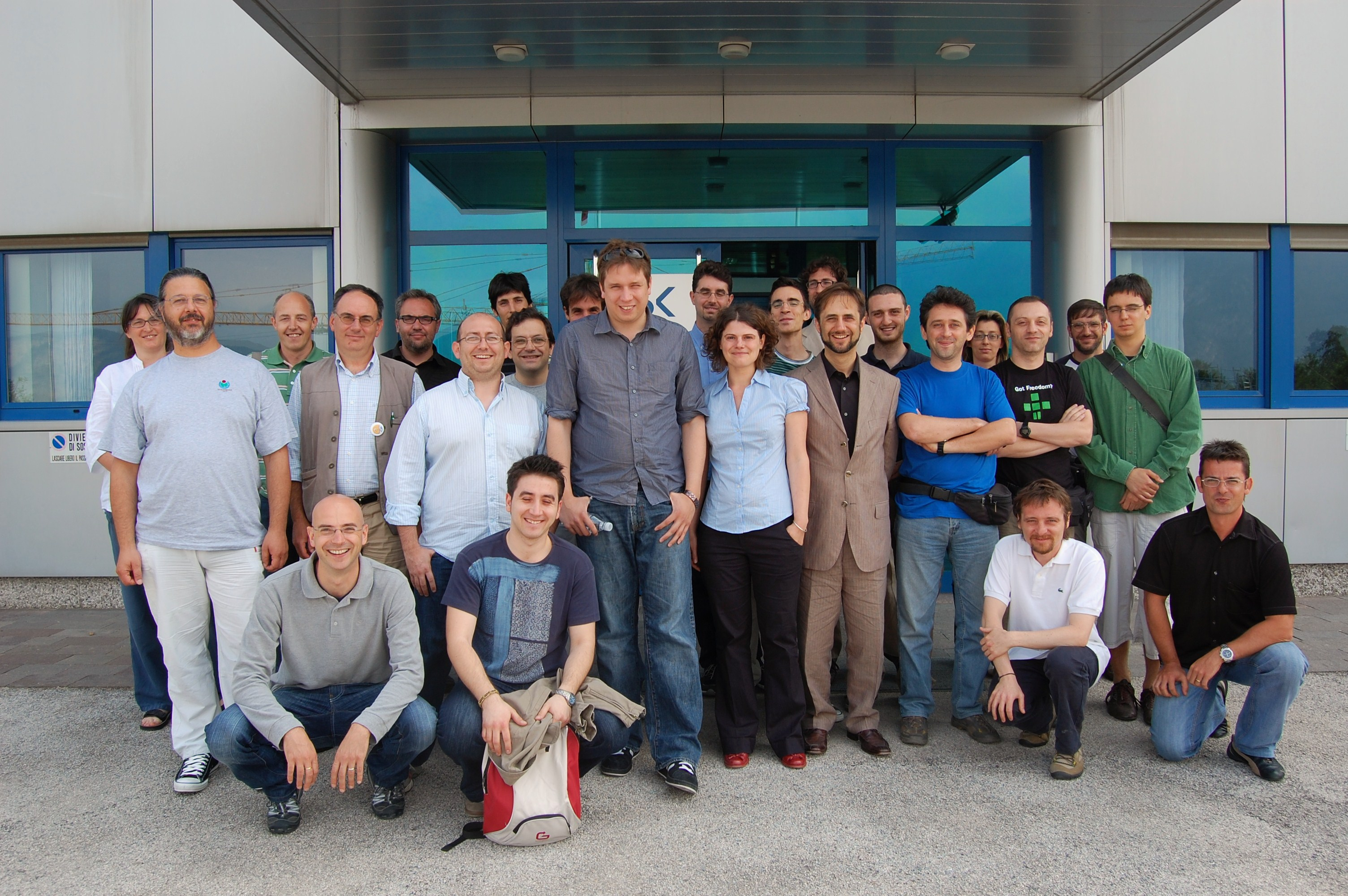
OSMit 2009, 5 giugno 2009

OpenStreetMap (OSM) venne fondato nel luglio 2004 da Steve Coast. Nell'aprile 2006 OSM iniziò il processo per trasformarsi in una fondazione:
(OSM Foundation)
Nel dicembre 2006 Yahoo! ha concesso ad OpenStreetMap l'utilizzo delle proprie ortofoto aeree come ulteriore base per la produzione di mappe.
Il 4 luglio 2007 l'azienda Automotive Navigation Data ha donato il database stradale completo dei Paesi Bassi e delle arterie principali di India e Cina al progetto, ed a luglio 2007, quando la Fondazione OpenStreetMap ha organizzato la prima conferenza internazionale di OSM (nominata "The State of the Map", Lo stato della Mappa), il progetto aveva 9 000 utenti registrati. Tra gli sponsor dell'evento figurano Google, Yahoo! e Multimap. L'agosto dello stesso anno ha visto il lancio di un progetto indipendente, OpenAerialMap, per mantenere un database di foto aeree disponibile con licenza libera, a cui è seguito in ottobre il completamento dell'importazione dei dati stradali statunitensi dal database TIGER. Nel dicembre dello stesso anno l'Università di Oxford è stata la prima importante organizzazione ad usare i dati di OpenStreetMap sul proprio sito web.
Nel gennaio 2008 è stata resa disponibile una funzionalità per scaricare i dati delle mappe nelle unità GPS per ciclisti. In febbraio si sono tenuti una serie di workshop in India. A marzo i due fondatori di OpenStreetMap hanno annunciato di aver ricevuto 2,4 milioni di euro come capitale a rischio per Cloud Made, una società commerciale nata con lo scopo di usare i dati di OpenStreetMap.
In agosto 2008, poco dopo la seconda conferenza internazionale The State of the Map, gli utenti registrati sono saliti a 50 000 con oltre 5 000 contributori attivi. Nel marzo 2009, sono stati superati i 100 000 utenti.. Il 29 giugno 2017 hanno superato la soglia dei 4 000 000.

### State of the Map

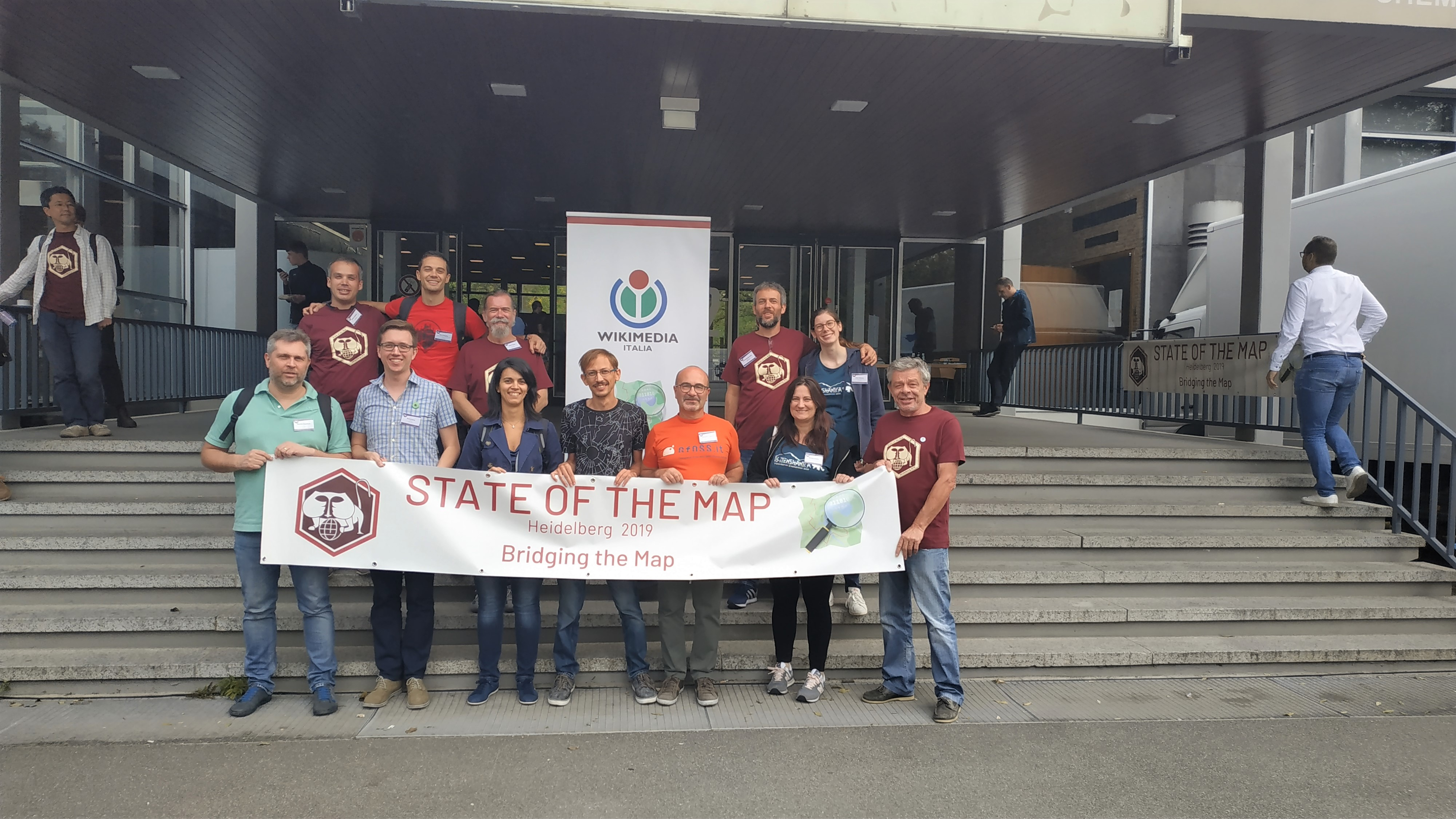
Alcuni partecipanti all'evento del 2019

Dal 2007, la comunità di OSM organizza un evento annuale chiamato State of the Map. L'evento internazionale ha avuto le seguenti sedi:
- 2007 –  Manchester[18]
- 2008 –  Limerick[19]
- 2009 –  Amsterdam[20]
- 2010 –  Gerona[21]
- 2011 –  Denver[22]
- 2012 –  Tokyo[23]
- 2013 –  Birmingham[24]
- 2014 –  Buenos Aires
- 2015 – non avvenuta
- 2016 –  Bruxelles[25]
- 2017 –  Aizuwakamatsu[26]
- 2018 –  Milano[27]
- 2019 –  Heidelberg[28]
- 2020 –  Città del Capo (tenutosi in modalità online a causa della pandemia di COVID-19)[29]
- 2021 Online[30]
- 2022 –  Firenze[31]
- 2023 – non avvenuta
- 2024 –  Nairobi[32]

## Produzione delle mappe

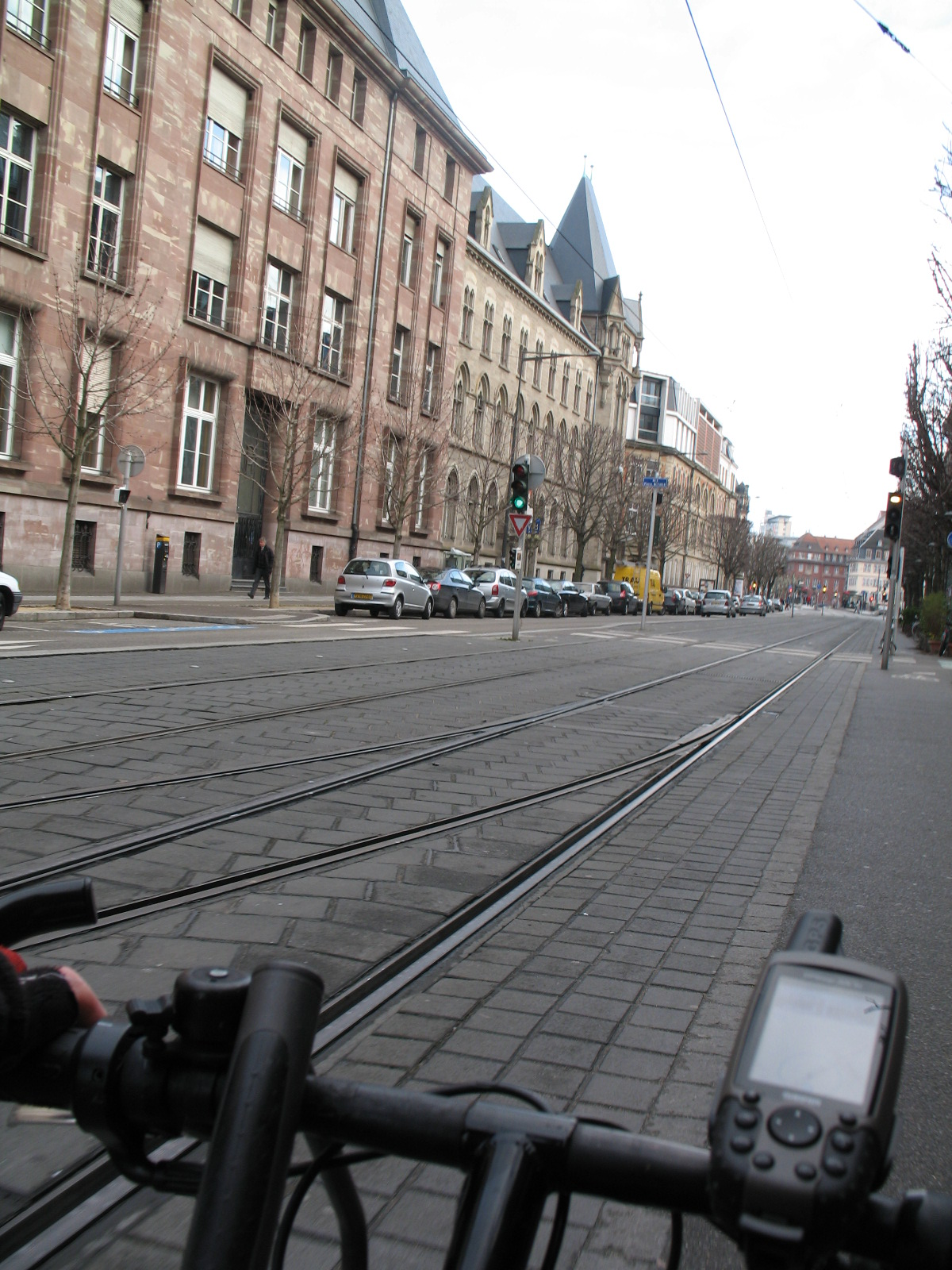
Registrazione di una traccia GPS

### Tecnica
Generalmente, i dati per la realizzazione delle mappe sono ottenuti dai volontari che effettuano rilievi sul territorio muniti di unità GPS capaci di registrare il percorso, a volte con l'ausilio di smartphone, fotocamera, registratori vocali, computer portatili o anche solo con mezzi cartacei quali Field Papers; le informazioni raccolte vengono inviate via computer, o tramite alcune applicazioni su smartphone, nel database in formato vettoriale.
Molti collaboratori usano programmi come GPSBabel per convertire i dati GPS dal formato grezzo (NMEA) o da formati proprietari al formato GPX (un'applicazione dell'XML). I dati, come latitudine/longitudine, sono raccolti nel formato WGS84 e sono normalmente visualizzati sulla proiezione di Mercatore.
Più recentemente, la disponibilità di ortofoto aeree e di altri dati da enti commerciali e fonti governative ha incrementato la velocità e l'efficacia di questo lavoro, lasciando ai volontari il tempo per l'acquisizione di ulteriori dati legati al territorio. La conversione e l'importazione dei dati da grandi basi di dati, quando queste vengono rese disponibili con licenza libera, è affidata ad un team tecnico.

### Rilievi sul territorio

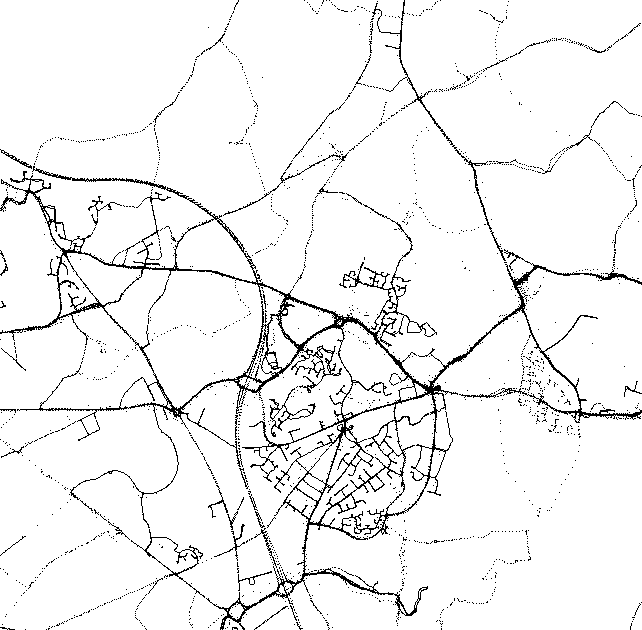
Dati GPS grezzi (tracklogs) per Hedge End (Regno Unito)

I rilievi sul territorio vengono effettuati da volontari (autodefinitisi "mappatori", dall'inglese mappers) a piedi, in bici, auto, treno o qualsiasi altro mezzo di trasporto (benché la bicicletta rimanga il mezzo di trasporto preferito dai mapper nelle aree urbane), usando un'unità GPS, unitamente in alcuni casi a computer portatili, registratori vocali digitali e fotocamere digitali per la raccolta di dati (in alcuni casi si è rivelata utile anche la raccolta di informazioni mediante domande ai passanti). Alcuni contributori concentrano la propria attività nella propria città di residenza, raccogliendo dati in maniera sistematica. Inoltre, periodicamente vengono organizzati dai volontari dei mapping party, campagne di mappatura concentrate in un luogo preciso a cui i volontari partecipano divisi in squadre; queste attività possono durare anche più di un giorno nel caso di "mappature intensive".
Oltre alla raccolta di dati strutturata, un gran numero di modifiche al database viene effettuato da contributori che controllano i dati, aggiungono caratteristiche o correggono errori; per farlo, è sufficiente essere registrati al sito del progetto.

### Dati da fonti governative
Alcune agenzie di governo hanno fornito i propri dati ufficiali con licenze appropriate per l'importazione in OpenStreetMap. Varie altre autorità locali hanno donato i propri dati fotografici per mezzo di licenze compatibili attraverso OpenAerialMap.

#### Stati Uniti
La più grande importazione di dati in tal senso è stata effettuata negli Stati Uniti d'America, dove per legge tali dati non possono essere coperti da diritto d'autore. In questa categoria rientrano:
- immagini satellitari Landsat 7
- Prototype Global Shorelines (PGS)
- dati TIGER degli Stati Uniti

#### Inghilterra
L'Ordnance Survey del Regno Unito è un'agenzia governativa con scopo di lucro (trading fund in inglese) e come tale la sua attività si basa sul guadagno in denaro derivante dalla vendita dei dati raccolti, e non ha contribuito al progetto. Si sta considerando comunque di cambiare la struttura dell'organizzazione per rendere i suoi dati maggiormente disponibili. Nel 2006 il The Guardian ha lanciato la campagna 'Free our data' tesa a rendere liberamente fruibili alcuni dati del governo, tra cui quelli delle mappe.
Mappe il cui diritto d'autore è scaduto possono essere una buona fonte di informazioni per caratteristiche del territorio che non cambiano spesso. Il periodo in cui una mappa è protetta da copyright varia da paese a paese, nel Regno Unito il Crown copyright scade dopo 50 anni; Un set completo di cartografie di 1 pollice/miglio realizzate a cavallo tra gli anni Quaranta e Cinquanta del XIX secolo sono state scansionate e rese disponibili online in formato raster come risorsa per i contributori del progetto.

#### Italia
L'ISTAT mette a disposizione le coordinate dei centri abitati e i confini di Regioni, Province e Comuni. I comuni di Merano, Schio, Vicenza e Storo hanno assunto atti amministrativi formali per dichiarare liberi i dati geografici in loro possesso.
Nel 2010 il Ministero dell'Ambiente e della Tutela del Territorio e del Mare ha autorizzato l'uso delle fotografie aeree ortorettificate, disponibili sul Portale Cartografico Nazionale, per ricalcarle e ricavarne dati vettoriali da inserire in OpenStreetMap.
Molti dei dati diffusi sui portali open data regionali con licenze CC0 o CC-BY o IODL, sono stati inseriti sotto l'occhio vigile della comunità.

### Dati di origine commerciale
Alcune compagnie commerciali hanno donato i loro dati al progetto licenziandoli con una licenza adeguata. Tra quelle più rilevanti, la donazione da parte di Automotive Navigation Data (AND) dei grafici completi per gli spostamenti su strada nei Paesi Bassi e delle arterie principali di Cina ed India.
Yahoo! e Bing hanno confermato che OpenStreetMap può fare uso delle ortofoto aeree, e queste immagini sono ora disponibili come layer di sovrapposizione nei software di editing del progetto. I contributori possono creare il layer di dati vettoriali come opera derivata, da concedere in uso con licenza aperta di contenuto libero.

## Licenza

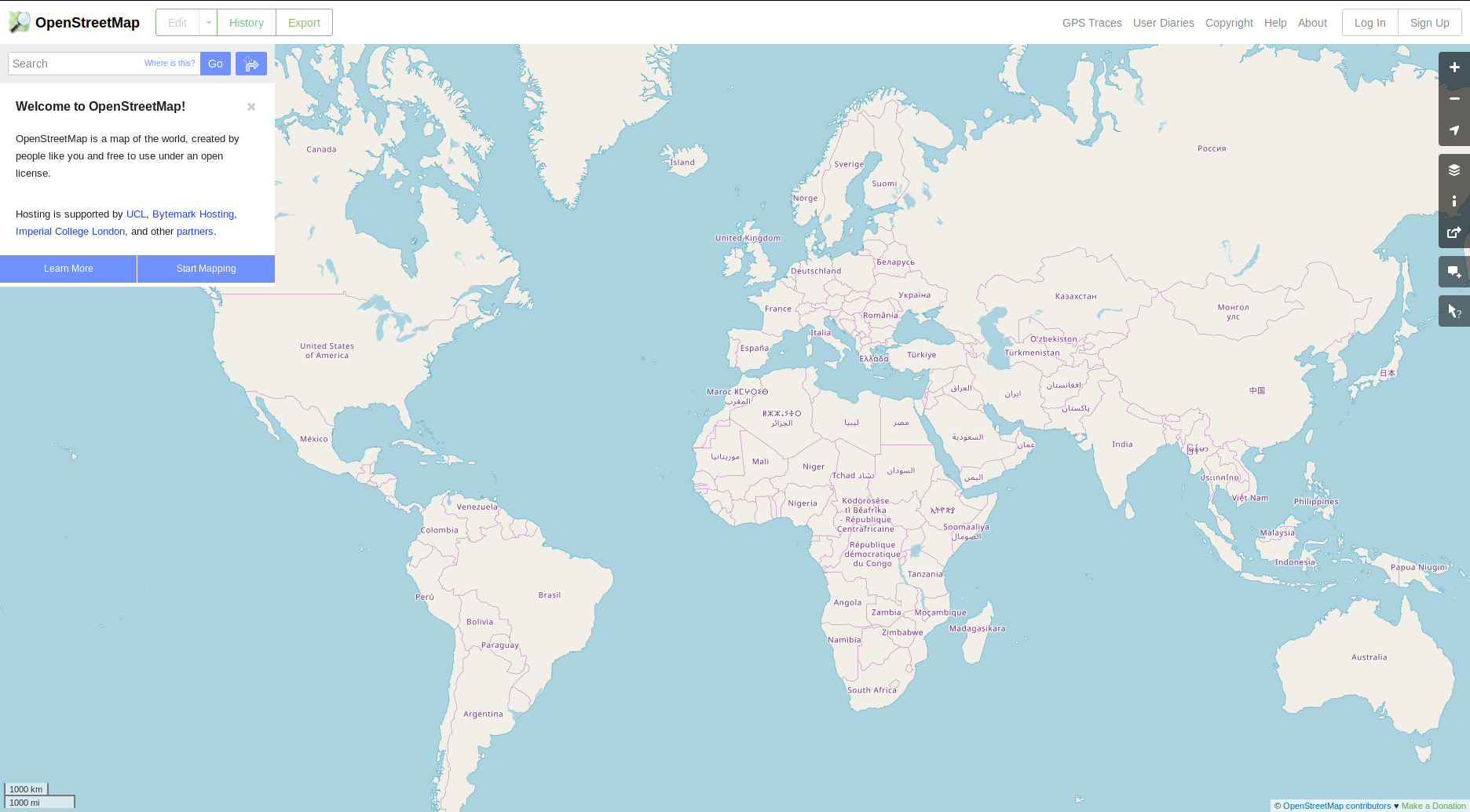
Homepage di OpenStreetMap.org

### La banca dati di OpenStreetMap
Il database di OpenStreetMap è pubblicato secondo la licenza ODbL - Open Database License. 
La licenza ODbL prevede che le modifiche ai dati devono essere rilasciate aperte, mentre, i prodotti derivati possono usare qualsiasi altra tipologia di licenza con il solo vincolo di citare la fonte.
Le cartografia ufficiale sviluppata sul sito del progetto infatti fa uso della licenza Creative Commons Attribuzione - Condividi allo stesso modo 2.0 (CC-BY-SA).
Esistono innumerevoli rappresentazioni dei dati di OpenStreetMap ciascuna con una propria licenza ma con sempre il riferimento alla sorgente dati.

### Dati degli utenti
Gli utenti, all'atto della registrazione sul sito, possono scegliere se rilasciare i loro dati con licenza ODbL condividendo la proprietà con la OSM Foundation, oppure se rilasciarli in pubblico dominio.

### Importazione di dati
In OpenStreetMap è possibile importare dati da sorgenti esterne. Il processo di importazione segue delle regole molto precise in particolare va rispettata la compatibilità della licenza usata dal dataset da importare con l ODbL, l'assenso della importazione da parte della comunità e la verifica dei dati inseriti.
Quando la licenza non è compatibile è necessario far rilasciare, dal data provider, il permesso di importazione.
Il software usato nella preparazione e presentazione dei dati di OpenStreetMap è stato originato da molti progetti differenti e ognuno di questi può avere una licenza differente. Il core software per la gestione del database, l'interazione utente e le API sono disponibili sotto GNU General Public License.